# 王洪军 (围棋棋手)
王洪军（1965年6月3日—），中国河南省安阳市人，围棋职业七段棋手。他1982年定为四段，1988年6月升为七段。他获得1987年全国围棋个人赛男子组第6名，进入1990年第3届中国围棋名人战循环圈，后曾担任广西围棋队教练和桂林棋院院长。他的妻子是围棋职业棋手刘雅洁二段。

## 升段记录
四段：1982年4月。
五段：1984年。
六段：1986年4月。
七段：1988年6月。